# Де Франки, Чезаре
Чезаре Де Франки (итал. Cesare De Franchi; Генуя,1666 — Генуя, 1739) — дож Генуэзской республики.

## Биография
Родился в Генуе в 1666 году. С молодости входил в различные общественные и государственные комиссии республики.
Был избран дожем 8 октября 1721 года, 146-м в истории Генуи, став одновременно королём Корсики. Во время его правления произошел конфликт между орденом иезуитов, который поддерживал дож и генуэзская знать, и орденом кармелитов. которому симпатизировал народ. сильной фиксации позиции Столкновение между религиозными орденами привело к тому. что 11 января 1723 года иезуиты отказались от участия в процессии, организованной в честь окончания чумы.
В экономической сфере дож добился увеличения на 10% налогов на товары и продукцию, поступавшую из Великого княжества Тоскана, что вызвало обвал торговли между соседями. Процветал культ пышности и роскоши, особенно среди зарождавшего слоя дворян, которые позволяли себе демонстрирование драгоценных украшений и одежд.
Его мандат завершился 8 октября 1723 года, после чего он занимал государственные должности в структуре управления Республикой. В 1734 году он вновь выдвинул свою кандидатуру на выборах дожа, но проиграл Стефано Дураццо. Он умер в Генуе в 1739 году и был похоронен в церкви Сан-Франческо в Кастеллетто.